# Bruno Schütt
Bruno Schütt  (* 3. Oktober 1876 in Friedrichstadt in Schleswig; † 10. Februar 1956 in Bremen) war ein deutscher Schullehrer und Botaniker.

## Biografie
Bruno Schütt absolvierte das Gymnasium in Hannover. Als Schüler sammelte er Pflanzen und Insekten. Er studierte an der Technischen Hochschule Hannover, an der Universität Berlin und an der Universität München. Bei seinen Exkursionen in den Alpen sammelte er weiterhin Pflanzen und Steine. Er wurde in München zum Dr. rer. nat. promoviert.

Nach dem Militärdienst war er um 1900/01 für kurze Zeit Assistent an der Landwirtschaftlichen Hochschule Berlin und von um 1901 in der chemischen Industrie tätig. Von 1904 bis 1906 studierte er erneut, nunmehr Naturwissenschaften an der Universität Göttingen, und er bestand die Lehrerprüfung. 
1908 wurde er Lehrer an der Oberrealschule Dechanatstraße in Bremen. Von 1914 bis 1918 diente er im Ersten Weltkrieg. Ab Ende 1918 war er wieder Lehrer und Studienrat für naturwissenschaftliche Fächer an der Oberrealschule. Von 1927 bis 1939 führten viele seiner Reisen nach Albanien. In den 1930er Jahren wurde er Mitglied der NSDAP. Er wurde 1941 pensioniert. Er unterrichtete dann aber noch bis 1945 an der Hermann-Lietz-Schule auf Schloss Bieberstein / Rhön. 1950 kehrte er erkrankt nach Bremen zurück.
Seine besonderen Verdienste erwarb er als Botaniker. Er überarbeitete und aktualisierte das Werk Franz Buchenaus Flora von Bremen und Oldenburg für die 9. Auflage von 1927 und die 10. Auflage von 1936. Er verfasste eine Reihe von Aufsätzen zu seltenen Pflanzen und zu Albanien, die zum Teil erst nach seinem Tod veröffentlicht wurden.

## Schriften (Auswahl)
- Flora von Bremen und Oldenburg. 9. Auflage von Buchenau. 1927 von F. A. G. Bitter und Bruno Schütt.
- Flora von Bremen, Oldenburg, Ostfriesland und der ostfriesischen Inseln. Zum Gebrauch in Schulen und auf Ausflügen. 10. Auflage von Buchenau. 1936 von Bruno Schütt.